# Pseudogramma guineensis
Pseudogramma guineensis är en kotnascher  som först beskrevs av Norman, 1935.  Pseudogramma guineensis ingår i släktet Pseudogramma och familjen havsabborrfiskar. Inga underarter finns listade i Catalogue of Life.